# Ecclinusa atabapoensis
Ecclinusa atabapoensis är en tvåhjärtbladig växtart som först beskrevs av André Aubréville, och fick sitt nu gällande namn av Terence Dale Pennington. Ecclinusa atabapoensis ingår i släktet Ecclinusa och familjen Sapotaceae. Inga underarter finns listade i Catalogue of Life.